# 舍纳克-圣瑟兰迪泽
舍纳克-圣瑟兰迪泽（法語：Chenac-Saint-Seurin-d'Uzet，法語發音：[ʃənak sɛ̃ sœʁɛ̃ dyzɛ]）是法国滨海夏朗德省的一个市镇，位于该省西南部，属于桑特区。该市镇于1965年由原市镇吉伦特河畔舍纳克（Chenac-sur-Gironde）和圣瑟兰迪泽（Saint-Seurin-d'Uzet）合并而成。

## 地理
舍纳克-圣瑟兰迪泽（45°31'2"N, 0°49'34"W）面积20.23 平方千米，位于法国新阿基坦大区滨海夏朗德省，该省份为法国西部滨海省份，北起旺代省，西临大西洋，南至吉倫特省，东南接多爾多涅省，东北接德塞夫勒省接壤，东临夏朗德省。
与舍纳克-圣瑟兰迪泽接壤的市镇（或旧市镇、城区）包括：巴尔藏、埃帕尔涅、吉伦特河畔莫尔塔涅、维罗莱、若-迪尼亚克和卢瓦拉克。
舍纳克-圣瑟兰迪泽的时区为UTC+01:00、UTC+02:00（夏令时）。

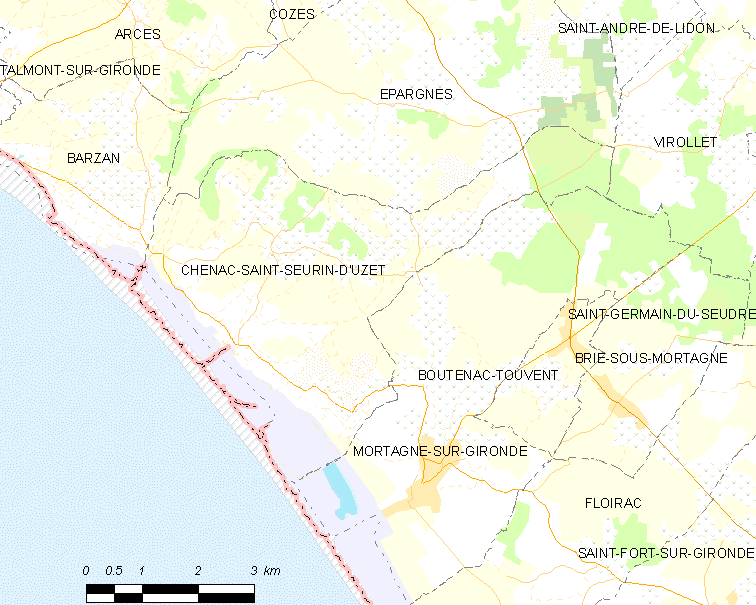
舍纳克-圣瑟兰迪泽的OSM定位图

## 行政
舍纳克-圣瑟兰迪泽的邮政编码为17120，INSEE市镇编码为17098。

## 政治
舍纳克-圣瑟兰迪泽所属的省级选区为桑通日-河口县。

## 人口

1962-2008年间舍纳克-圣瑟兰迪泽人口变化图示

舍纳克-圣瑟兰迪泽于2022年1月1日时的人口数量为595人。